# Max Schrems
Maximilian Schrems, más conocido como Max Schrems (Salzburgo, Austria, octubre de 1987), es un activista austriaco, fundador de la ONG «Europa versus Facebook», dedicada a identificar abusos en las políticas de privacidad de redes sociales sobre la base de la legislación europea, y buscando alternativas legales que respeten los derechos fundamentales de sus usuarios.

## Proceso legal «Europa vs Facebook»
Max Schrems denunció a Facebook a través de una acción colectiva por violación de la ley de protección de datos de la Unión Europea en Austria, país conocido por proteger la privacidad de los internautas. Las quejas fueron presentadas a través de la organización «Europa versus Facebook», fundada por Max Schrems em 2011, contra Facebook, Apple, a Microsoft, Skype y Yahoo! en Alemania, en Irlanda y en Luxemburgo, donde se encuentran localizadas las sedes europeas de esas corporaciones. Las compañías fueron acusadas de traspasar los datos de los usuarios a la Agencia de Seguridad Nacional de los Estados Unidos.
La ONG surgió cuando Max Schrems junto con dos compañeros comenzaron a investigar cómo Facebook utiliza los datos personales de los usuarios. Así descubrieron que existen más de 50 tipos de datos recolectados por la red social: amistades hechas y deshechas, estado de relaciones y hasta mensajes borrados. Facebook tiene información no sólo sobre lo que el usuario pone dentro de él, sino también sobre lo que los usuarios hablan de una persona, aunque esa persona no sea usuaria de la red social.
Max Schrems consideró como una solución que las redes sociales abrieran sus bases de datos para que los usuarios pudieran mandarles un mensaje y así conocer qué información obtenían de ellos.

## Juicios

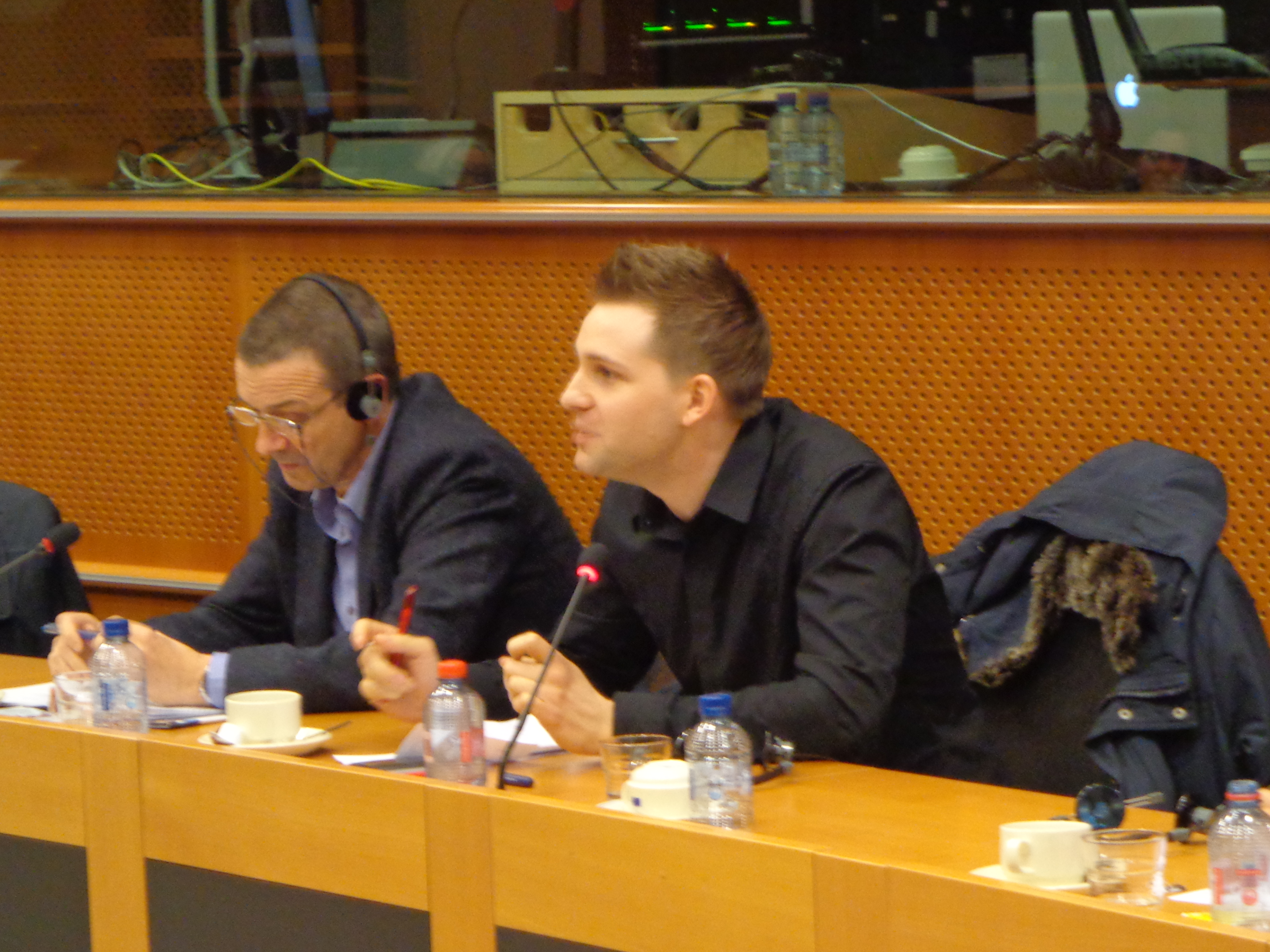
Max Schrems, 19 de febrero de 2012.

### Schrems I
El 6 de octubre de 2015, el Tribunal de Justicia de la Unión Europea en Luxemburgo consideró que el tratado transatlántico de protección de datos, conocido como Decisión de safe harbor («puerto seguro»), de 26 de julio de 2000, en el que se basaba la actividad de empresas como Facebook, era inválido, al no proteger adecuadamente las informaciones privadas de los ciudadanos. La decisión se consideró como un hito de gran impacto para las empresas tecnológicas que actúan en Europa. Como consecuencia de este juicio, el Tribunal de Justicia de la Unión Europea invalidó el mismo día el acuerdo entre la Unión Europea y los Estados Unidos para la transferencia de datos personales.

### Schrems II
El 16 de julio de 2020 el mismo tribunal invalidó la Decisión 2016/1250 de la Comisión Europea llamada Escudo de la Privacidad, de 12 de julio de 2016, también sobre transferencia de datos personales de ciudadanos europeos a Estados Unidos.